# Vozovna Klamovka
Vozovna Klamovka je zaniklá tramvajová vozovna v Praze-Košířích, která stála na Klamovce při tramvajové trati.

## Historie
Vozovna byla postavena košířským starostou Matějem Hlaváčkem na budované trati hlavní košířskou třídou od Zámečnice přes Klamovku na Smíchov k Andělu. Provoz zahájila společně s otevřením trati 13. června 1897. Starosta Hlaváček trať sám financoval.
Již v roce 1892 se starosta Hlaváček rozhodl, že vybuduje vlastní elektrickou dráhu spojující Košíře se Smíchovem, jejíž součástí musela být vozovna. Spojil se s košířským podnikatelem stavitelem Josefem Linhartem a 30. prosince 1892 oba požádali o povolení předběžných prací. Během roku 1893 byla projektová dokumentace dokončena a již v prosinci se uskutečnila pochůzka. Dne 3. června 1894 získali oba podnikatelé stavební povolení.
Dne 24. října 1896 obdržel Hlaváček koncesi ke stavbě s tím, že do šesti měsíců musí uvést do provozu celou trať. Součástí technického zázemí vozovny měla být i elektrárna dodávající dráze proud, navržená až na konci tratě na Zámečnici. Pro nedostatek času však byla vozovna postavena již na Klamovce jako provizorní a v nedaleké cihelně byla zřízena malá elektrická stanice pro dodávku proudu.
Vozovna měla dvě koleje pro 10 vozů – 5 motorových a 5 vlečných. Vlečné vozy se však v provozu s cestujícími neobjevily, protože komise nedovolila jejich provoz.
Dne 6. října 1897 spáchal Matěj Hlaváček sebevraždu. Jeho dědicové v roce 1900 odprodali Elektrickým podnikům dráhu včetně pozemku na takzvané Malé Klamovce pro výstavbu nové vozovny. K té bylo nutné prodloužit stávající tramvajovou trať od Hlaváčkovy vozovny o 130 metrů jednokolejným úsekem s výhybnou, který se plynule rozvětvoval v remízní koleje. V říjnu 1902 původní Hlaváčkova vozovna ukončila provoz v souvislosti se zahájením provozu v nové vozovně Košíře; zbořena byla poté během roku 1903.